# Limosa haemastica
Maçarico-café ou maçarico-de-bico-virado (Limosa haemastica) é uma ave limícola de grande porte da família Scolopacidae.

## Etimologia
O nome do gênero Limosa é do latim e significa "lama". O nome da espécie haemastica é do grego antigo e significa "sangue".

## Descrição
Os adultos têm pernas longas e escuras e um longo bico rosa com uma ligeira curva para cima e escuro na ponta. A parte superior é manchada de marrom e a parte inferior é castanha. A cauda é preta e o uropígio é branco. Eles mostram as bordas da asa pretas em voo. As pernas e pés são cinza-azulados.
| Medidas     | Medidas          |
| ----------- | ---------------- |
| Comprimento | 37 a 42 cm       |
| Massa       | 300 g            |
| Envergadura | 74 cm            |
| Asa         | 195,5 a 208,5 mm |
| Cauda       | 70 a 83,8 mm     |
| Bico        | 68.2 a 81.2 mm   |
| Tarso       | 53.5 a 59.5 mm   |

## Reprodução
O habitat de reprodução do maçarico-de-bico-virado fica no noroeste do Canadá e do Alasca, também na costa da Baía de Hudson. Eles fazem seus ninhos no chão, em um local bem escondido em áreas pantanosas. A fêmea geralmente põe quatro ovos oliva marcados com manchas mais escuras. O período de incubação é de 22 dias. Ambos os pais cuidam dos filhotes, que encontram seu próprio alimento e podem voar um mês após a eclosão.

## Migração
O maçarico-de-bico-virado migra para a América do Sul. Essas aves se juntam na Baía de James antes da migração de outono. Em bom tempo, muitos indivíduos conseguem fazer a migração sem parar. Eles são vagantes em Europa, Austrália e África do Sul.
Eles talvez possam ser vistos mais facilmente na migração na costa leste da América do Norte, onde podem ser abundantes na migração do final de julho ao início de agosto.

## Alimentação
Essas aves se alimentam sondando em águas rasas, comendo principalmente insetos e crustáceos.